# Karol I Heski
Karl I z Hesji-Kassel (ur. 3 sierpnia 1654 w Kassel, zm. 23 marca 1730 tamże) – był władcą landgrafstwa Hesja-Kassel w latach 1670–1730.
Jego ojcem był landgraf Hesji-Kassel Wilhelm VI. Matką Karola była Jadwiga Zofia Brandenburska, córka elektora Brandenburgii. Gdy jego starszy brat landgraf Wilhelm VII przedwcześnie zmarł, Karol został następcą. Jako że był niepełnoletni, regencję sprawowała do roku 1675 Jadwiga Zofia, potem przez 55 lat Karol rządził samodzielnie.

## Polityka i gospodarka
Pod rządami Karola miasto Kassel zostało odbudowane ze zniszczeń jakie przyniosła z sobą wojna trzydziestoletnia. Zbudował 40-tysięczną ogromną (jeśli wziąć pod uwagę, ze landgrafstwo liczyło 500 000 mieszkańców), świetnie wyćwiczoną armię, którą wynajmował za ogromną opłatą. Po raz pierwszy zwrócono się do niego o to, gdy rozpoczęła się wojna o sukcesję hiszpańską (1702–1714). Do końca wieku XVIII najczęściej wynajmowali ją Brytyjczycy.
Gdy w 1685 roku król Francji Ludwik XIV odwołał Edykt nantejski, do landgrafstwa napłynęli hugenoci. Karol zagwarantował im wolność kultu i wyznania. Około 4000 hugenotów osiedliło się w Kassel. Specjalnie dla nich zbudował miasto Sieburg (dziś Bad Karlshafen) w 1699 roku. Dostali kartę 10 praw specjalnie dla nich i autonomię administracyjną.
Karol dbał o przemysł metalowy, obróbkę i wydobycie żelaza. był zwolennikiem merkantylizmu, więc popierał protekcjonizm handlowy i manufaktury. Stworzył w Kassel fabrykę przedmiotów z mosiądzu – Messinghof. Był to pierwszy zakład metalurgiczny landgrafostwa. Interesował się też archeologią. Brał udział w wykopaliskach w 1709 roku w Mader Heide, jednych z pierwszych naukowych wykopalisk zorganizowanych w Niemczech.
Od Siegburga wytyczył kanał zwany dziś Kanałem Landgrafa Karola, który miał połączyć rozdzielone części kraju; północną i południową. Ukończono jedynie 19,6 km kanału.
W latach 1723–1734 w Kassel tworzył kompozytor szwedzki Johan Joachim Agrell.

## Potomstwo
Karol poślubił Marię Amalię kurlandzką (1653–1711), córkę Jakuba Kettlera, księcia Kurlandii. Mieli trzynaścioro dzieci, lecz tylko ośmioro dożyło wieku dorosłego:
- Wilhelm (1674–1676) – zmarł w dzieciństwie,
- Karol (1675–1677) – zmarł w dzieciństwie,
- Fryderyk I Heski (1676–1751) – król Szwecji (od 1720) i landgraf Hesji-Kassel (od 1730),
- Chrystian (*/† 1677) – zmarł w niemowlęctwie,
- Zofia Szarlotta (1678–1749) – poślubiła Fryderyka Wilhelma meklemburskiego (1675–1713)
- Karol (1680–1702),
- Wilhelm VIII Heski (1682–1760) – landgraf Hesji-Kassel,
- Leopold (1684–1704),
- Ludwik (1686–1706),
- Maria Ludwika (1688–1765) – jej mężem został książę Oranii Johan Willem Friso (1687–1711),
- Maximilian (1689–1753),
- Jerzy (1691–1755),
- Eleonora (*/† 1694) – zmarła w niemowlęctwie,
- Wilhelmina Karolina (1695–1722).